# 7 Tage, 7 Köpfe
7 Tage, 7 Köpfe war eine satirische Panel-Talkshow von RTL, die auf die vorangegangene Woche zurückblickt. Die letzte bedeutende Show von Rudi Carrell präsentierte er nicht selbst, dies überließ er Jochen Busse. Carrell nahm als Stammgast teil, bis er sich 2002 zurückzog und nur noch gelegentliche Kurzauftritte hatte.
2022 kam es zu einer Neuauflage.

## Die Show 1996 bis 2005

### Vorgeschichte
Marc Conrad, der stellvertretende Programmdirektor von RTL, verfolgte als Luxemburger auch das französische Hörfunkprogramm. Dabei entdeckte er die Sendung 7 Têtes (frz. für 7 Köpfe), in der ein Moderator mit sechs Gästen auf die Ereignisse der vergangenen Woche zurückblickte. Unter den Gästen waren Journalisten und Comedians, woraus sich eine humoristisch-politische Talkshow ergab. Conrad schlug im Sender vor, dieses Format als Fernsehsendung auszustrahlen.
Daraufhin schuf Jacky Dreksler einen Piloten, an dem Ulrike von der Groeben, Milena Preradovic und Hans Meiser als Journalisten teilnahmen. Als Comedian fragte man Mike Krüger an, der wiederum Karl Dall mitbrachte. Geleitet wurde die Runde vom RTL-Chef Helmut Thoma selbst. Dieser Pilot ist nie ausgestrahlt worden; er fand kaum Beachtung und geriet in Vergessenheit, bis Rudi Carrell ihn in die Hände bekam.
Rudi Carrell erreichte bei RTL nicht mehr den Erfolg wie zuvor bei der ARD. Die Sehbeteiligung von Die Post geht ab! enttäuschte, die von Rudis Urlaubsshow fiel ordentlich, nicht aber überwältigend aus. Da es gerade viele Talkshows insbesondere im Nachmittagsprogramm gab, hielt er eine satirische Talkshow für vielversprechend. Man fand aber niemanden, der die Sendung angemessen präsentieren konnte und fragte schließlich Jochen Busse, der ohnehin für RTL und mit Carrell arbeitete:

„Ich bin da reingekommen, weil sie keinen anderen hatten.“

Dabei fand er die Tätigkeit nicht sonderlich interessant, weil nach Thomas Mann gelte: Komik ist Verzweifelung. Und ein Moderator dürfe nicht verzweifelt sein. Als problematisch erwies sich die Umsetzung für das Fernsehen. Sie erforderte eine Kamera von hinten, so dass man keine Teleprompter einsetzen konnte, weil die zugehörige Kamera sonst im Bild gewesen wäre. Dadurch wurde 7 Tage, 7 Köpfe zu einer nicht zeitgemäßen Sendung, in der alle Texte von Papier abgelesen werden mussten. Rudi Carrell behagte das nicht, und er wollte die Sendung fast schon aufgeben. Er setzte die Arbeit aber fort und war sich nach einem erneuten Piloten sicher, dass sie ein Erfolg werde, was die Unterhaltungschefin von RTL jedoch bezweifelte. Der Pilot wurde diesmal ausgestrahlt und es kam zur ersten Staffel mit 30 Folgen.

### Konzept
7 Tage, 7 Köpfe lief freitagabends – in der Regel um 22:15 Uhr – und bestand entsprechend dem Titel aus sieben Teilnehmern, nämlich dem Moderator und sechs Gästen. Sie saßen halbkreisförmig an Tischen und behandelten ebenfalls entsprechend dem Titel die Ereignisse der letzten Woche. Dazu sprach der Moderator ein Thema an und bat einen Gast, dazu etwas anzumerken. Wie bei all seinen Fernsehsendungen achtete Carrell darauf, dass optische Gags vorkamen. Darüber hinaus bestand Carrells Leistung darin, Prominente einzuladen, die in keine andere Talkshow gingen. Er rief sie an und überredete sie dann zu einem Auftritt. So war beispielsweise Campino, der bekannt dafür war, in keine Talkshow zu kommen, unter den Gästen.
In der ursprünglichen Version setzten sich die Gäste je zur Hälfte aus Komikern und Journalisten zusammen. Da sich der Erfolg der Show in Grenzen hielt, wollte Carrell dies in der zweiten Staffel zu ändern und sprach mit Mike Krüger darüber. Busse hielt er für eine perfekte Besetzung, anstelle der Journalisten sollten aber Komiker als Stammbesetzung gefunden werden und zwar eine gute Frau, einen Dicken und einen Kleinen. Und die müssten dann untereinander Gags machen, etwa Mike Gags über Holland und Rudi im Gegenzug Gags über Mikes Nase. 7 Tage, 7 Köpfe wandelte sich also von einer humoristisch-politischen in eine reine Comedy-Talkshow.

### Arbeitsweise
Carrell gründete zur Produktion von 7 Tage, 7 Köpfe die Rudi Carrell GmbH und beteiligte sich daran mit 49 % sowie Susanne Hoffmann mit 51 %. Letzteres, damit diese im Falle von Carrells Tod versorgt war. Mit der Drehbuchautorin Hoffmann arbeitete Carrell schon seit Rudis Tagesshow zusammen, zudem war sie seine Geliebte. Die beiden begannen samstags mit dem Auswerten von Nachrichten, um an Gags zu gelangen. Dienstags ließen sie dann den Gästen und den Gagautoren die voraussichtlichen Themen zukommen und mittwochs fuhren sie zum Hotel Maritim nach Köln, wo Carrell eine Suite bewohnte.
Auf einer Konferenz am Sendetag um 13 Uhr wurden dann die Ideen der Gäste, der Gagautoren sowie von Carrell und Hoffmann zusammengetragen. Damit erstellte man dann ein exaktes Drehbuch, wobei auch eine Stoppuhr zum Einsatz kam. Um 15 Uhr war es fertig und die Teilnehmer hatten bis 17.15 Uhr Zeit, ihren Text auswendig zu lernen. Dann begann die Aufzeichnung vor Studiopublikum im Studio 19 der Magic Media Company in Hürth-Kalscheuren. Das Warm-Up führte Jochen Busse durch, da man die „Humorschiene“ selber gelegt haben müsse, wenn man die Gäste durch den Abend führen möchte, es müsse der eigene Humor sein. Dabei lief alles harmonisch ab:

„Ich erinnere mich an gute Zeiten und an fabelhafte Kollegen. Es gab ja nichts, wo man sagen könnte: Den mochte ich nicht!.“

Busse hat sich auch als Gastgeber gefühlt und sich um diejenigen Gäste gekümmert, die noch überhaupt keinen Kontakt zu den anderen Komikern hatten. Denn Rudi Carrell lag so etwas nicht.  Das Talent der Gäste war unterschiedlich:

„Es haben Leute fabelhaft gemacht, es konnten Leute gar nichts.“

Das Arbeiten mit vorgegebenen Texten hatte im Laufe der Zeit zur Folge, dass sich die Gespräche in der Show verfestigten. Um dies zu vermeiden, schlug Jochen Busse Folgendes vor, konnte sich damit aber nicht durchsetzen: Nach der Vorstellung eines Themas gibt jeder Teilnehmer nacheinander eine gute Antwort und dann wird die Runde freigegeben. So wäre leichter eine Spontanität entstanden und es hätte auch zu Gags kommen können, die für sich allein betrachtet gar nicht lustig sind, in der Situation hingegen schon. Solche Überlegungen waren aber mit Rudi Carrell nicht zu machen, er war Perfektionist und für unerwartete Einfälle nicht zu haben, obwohl er selber damit problemlos umgehen konnte. Insbesondere durfte kein neues Thema ungeplant begonnen werden.

### Stammbesetzung und ihre Running Gags
Jochen Busse (1996–2005)
Jochen Busse war weniger ein Moderator, er spielte vielmehr einen Moderator. So begann er stets mit den Worten: Ich begrüße Sie in meiner bekannt liebenswürdigen Art … und bat zum Ende jeder Sendung: Bleiben Sie uns gewogen.
Da Busse bekannt für seine elegante Kleidung war, wurde er Opfer von Witzen über Bügelfalten und Spießigkeit.
Journalisten (1996)
Bei den in der ersten Staffel vorkommenden Journalisten handelte es sich um Bärbel Schäfer und Milena Preradovic, die bei RTL tätig waren, sowie um Hellmuth Karasek.
Rudi Carrell (1996–2002)
Carrell wollte ursprünglich nur bei den ersten sieben Folgen dabei sein, um mit seiner Prominenz die Serie populär zu machen. Der gigantische Erfolg bewog ihn aber, sieben Jahre lang teilzunehmen. Dann befand er: Ich bin der Produzent der Sendung und muss darauf achten, dass nicht nur alte Leute auf dem Bildschirm zu sehen sind. Daraufhin hatte er nur noch gelegentliche Kurzauftritte, um optische Gags zu präsentieren.
Carrell machte häufig Witze über die Nase von Mike Krüger und übergoss ihn immer wieder mit Wasser. Als er 1997 ein Hörgerät bekam, machte er darüber ebenfalls Witze.
Karl Dall (1996–1997)
Karl Dall und Rudi Carrell waren ursprünglich Freunde und bewunderten gegenseitig ihre Arbeit. Daraufhin schlug Carrell vor, dass Dall doch als Stammgast teilnehmen könne. Der Sender  befand jedoch, man habe ein jugendliches Publikum, für das Karl Dall zu alt sei. Carrell konnte sich aber durchsetzen und Dalls Gags kamen dann auch ausgezeichnet an, wobei die beiden nebeneinander saßen und eine Art Sketchgemeinschaft bildeten. Die unterschiedliche Arbeitsweise führte aber zu einem raschen Ende:

„Hering ist gut!
Schlagsahne ist gut!
Wie gut muss Hering mit Schlagsahne sein?“

Dall war das Auswendiglernen nicht so wichtig, er gab nur in etwa seinen Text wieder. Das konnte Carrell nicht ertragen. Und Dall war ein physischer Komiker, wenn ihm eine Pointe misslang, nahm es ihm das Publikum nicht übel, da er dann mit einigen Grimassen davon ablenkte. Pointen waren für Carrell aber das allerwichtigste und man hatte unbedingt sorgsam mit ihnen umzugehen. So kam es zu einer konkreten Situation in der Show, in der Carrell auf einen Satz von Dall wartete, um daraufhin einen Gag machen zu können. Der Satz kam nicht und Carrell trat Dall auf die Füße, was Dall zu dem Ausruf veranlasste: Der tritt mich! Nach dem Ausscheiden sagte Carrell: Wir waren die dicksten Kumpel und er hat mich zweimal wahnsinnig enttäuscht.
Mike Krüger (1996–2005)
Mike Krüger war ein alter Bekannter von Carrell, die beiden kannten sich seit 1975, als Krüger bei Am laufenden Band auftrat. Obwohl jünger als Dall, befand der Sender auch ihn ursprünglich als zu alt; er habe seine Karriere schon hinter sich. Krüger hatte dann aber einen bedeutenden Anteil am Erfolg der Show.
Krüger machte häufig Witze über Rudis Alter sowie über Holländer und ihre Wohnwagen. 1997 veröffentlichte er daraufhin sogar das Album Rudi – mit dem gelben Nummernschild. Ein weiterer Standard war die „fürchterliche Kindheit“, welche Krüger immer mit den Worten einleitete: Sie wissen es ja alle … ich hatte eine … (Publikum: „Ooooohhh“) fürchterliche Kindheit.
Gaby Köster (1996–2005)
Gaby Köster war ein Vorschlag von Mike Krüger, um Carrells Wunsch nach einer lustigen Frau als Stammbesetzung zu erfüllen. Die beiden sahen sich das Bühnenprogramm an und Carrell war daraufhin sofort einverstanden. Er sagte über sie: Sie ist für mich eine der komischsten Frauen der Welt.
Köster war Opfer von Frauenwitzen aller Art; ihre männlichen Kollegen titulierte sie im Gegenzug als „Dreibeiner“. Selbst machte sie Gags über ihre immer nörgelnde Oma Finchen. Einer ihrer beliebtesten Sätze war der über die Stadt Herne und ihre Bewohner: Herne? Wer wohnt denn schon in Herne? Nachdem bereits Briefe entrüsteter Bürger der Stadt eingetroffen waren, versprach sie, damit aufzuhören. Schließlich wurde sie zur Cranger Kirmes als Ehrengast eingeladen.
Kalle Pohl (1997–2005)
Kalle Pohl war ein Bekannter von Gaby Köster und er erfüllte Carrells Wunsch nach einem kleinwüchsigen Komiker. Pohl saß auf dem Platz neben Rudi und spielte häufiger einen Sketch mit ihm zusammen.
Pohl war Opfer von Witzen über Kleinwüchsige. Selbst machte er Gags über seinen umwerfenden Erfolg bei Frauen, die er mit den Worten einleitete: Ja, ich als Frauentyp …; über seinen immer wütenden Vetter Hein Spack, wozu der Ausspruch gehörte: Ey wat is los, dumm Sau?, und seine sich immer beklagende Tante Mimi.
Bernd Stelter (1997–2005)
Bernd Stelter empfand 7 Tage, 7 Köpfe als eine Show, an der er selbst gerne teilnehmen würde. Carrell fragte ihn dann tatsächlich, ob er teilnehmen wolle. Dabei handelte es sich um einen Vorschlag von Mike Krüger, der Stelter als herausragenden Karnevalisten kannte und der Carrells Wunsch nach einem dicken Komiker erfüllte. Jochen Busse findet auch rückblickend, dass Stelter seinen Part hervorragend gespielt habe.
Stelter war Opfer von Witzen über Dicke.
Oliver Welke (2002–2005)
Als Nachfolger für sich selbst wünschte sich Carrell Dieter Nuhr, über den er sich mit den Worten äußerte: Er ist einer der besten Komiker. Dieser hatte aber zu viele Verpflichtungen, als dass er jeden Freitag zu 7 Tage, 7 Köpfe hätte kommen können. So nahm man Oliver Welke, der ebenfalls mehrfach wechselnder Gast gewesen war und den Carrell ebenfalls für talentiert hielt: Er ist der perfekte Mann auf meinen Platz. Jochen Busse sah es genauso, unter anderem, weil Welke alle seine Texte selbst schrieb. Welke hatte allerdings bei 7 Tage 7 Köpfe noch nicht den Status, den er später bei der heute-show erreichen sollte. Er saß neben Kalle Pohl und egal, wen Busse im Warm-up zuerst vorstellte, immer bekam Pohl viel und Welke wenig Applaus.
Welke war Opfer von Witzen über Haarausfall.

### Wechselnde Gäste
Der siebte Platz und eventuell freie Plätze verhinderter Stammgäste wurden mit ständig wechselnden Gästen besetzt. Dabei gab es anfänglich ein großes Spektrum, es reichte von Sepp Maier, der regelmäßig als Amateurkomiker auftrat, über Journalisten wie Friedrich Nowottny oder Marcel Reif und Sängern wie Campino oder Howard Carpendale bis hin zu Politikern wie Jürgen Möllemann. Man ging dann aber zunehmend dazu über, sich auf professionelle Komiker zu beschränken. Dies erlaubte es auch, talentierte Anfänger bekannt zu machen, was beispielsweise mit Michael Mittermeier geschah. Carrell sagte über ihn: Wie der den Saal beherrscht und die Kamera, das ist Weltklasse. Da stimmt alles. So saßen dort über 70 verschiedene Prominente, unter anderem Simone Solga, Rolf Miller, Ingo Appelt, Mario Barth, Django Asül, Olli Dittrich, Lisa Fitz, Dieter Nuhr, Atze Schröder, Piet Klocke, Jörg Knör, Maren Kroymann, Alf Poier, April Hailer, Stefan Raab, Heinz Schenk, Hans Werner Olm, Willy Astor, Ingo Oschmann, Bernhard Hoëcker, Hennes Bender, David Leukert, Anka Zink, Eckart von Hirschhausen, Manes Meckenstock, Ludger Stratmann, Mathias Richling, Jürgen von der Lippe, Thomas Hermanns, Ina Müller und Oliver Pocher.
Da Harald Schmidt nie unter den Gästen war, trat er in den letzten fünf Minuten der letzten Folge auf und spielte den darüber Enttäuschten, dass 7 Tage, 7 Köpfe ende und er nun nicht mehr kommen könne. Rudi Carrell war zu diesem Zeitpunkt bereits so erkrankt, dass er Harald Schmidt bei seinem Besuch lediglich wortlos mit einem Glas Wasser überschüttete.
Als Gregor Gysi zu Gast war, hatten Karl Dall und Mike Krüger vor der Sendung beschlossen, ihn fertig zu machen. Dabei wurden sie vor Verzweiflung immer humorloser und verloren schließlich die Fassung, als ihnen Gysi zum Abschluss auch noch ein Geschenk mitbrachte.

### Erfolg und Ende
7 Tage, 7 Köpfe erreichte schon mit der ersten Staffel 5 bis 7 Millionen Zuschauer, ausgezeichnete Werte für eine derart kostengünstige Show. So kam es auch zu Nachahmern, insbesondere zu Blond am Freitag. 1998 erreichte Carrell wieder Platz fünf unter den beliebtesten Fernsehstars, nach Thomas Gottschalk, Günther Jauch, Hanns Joachim Friedrichs und Hans-Joachim Kulenkampff.
Erst 2005 fiel die Quote unter 10 Prozent, woraufhin Carrell beschloss, die Show einzustellen. Jochen Busse hatte ohnehin angekündigt, mit seinem 65. Geburtstag, also 2006 auszusteigen und Carrell bereitete seine Gesundheit Probleme.
Am 30. Dezember 2005 wurde die letzte Folge, welche als Das große Finale bezeichnet wurde, ausgestrahlt. Gäste waren u. a. Hans Meiser und Harald Schmidt. Das Finale sahen insgesamt 5,37 Millionen Zuschauer bei einem Marktanteil von 22,6 Prozent. In der werberelevanten Zielgruppe waren es 2,53 Millionen Zuschauern (22,8 Prozent).

### Preise
Das Format wurde mehrfach ausgezeichnet. Die Show erhielt dabei so renommierte Fernseh- und Zuschauerpreise wie den Goldenen Löwen, den Bambi und den Goldenen Gong.
2004 ging ein Sonderpreis des Deutschen Comedypreises an 7 Tage, 7 Köpfe, da die Show bereits 250 Mal auf RTL auf Sendung war und Maßstäbe in der deutschen Fernseh-Comedy gesetzt habe.

### Trivia
Praktisch alle Stammgäste hatten auch eigene Serien, in denen sie die Hauptrollen spielten und die meistens in der Stunde vor 7 Tage, 7 Köpfe ebenfalls im Freitagabendprogramm auf RTL liefen. Diese waren Das Amt (1996–2002) mit Jochen Busse, Ritas Welt (1999–2003) mit Gaby Köster, Krüger sieht alles (2002–2005, samstags) mit Mike Krüger, Bernds Hexe (2002–2005) mit Bernd Stelter und Kalle kocht (2003) mit Kalle Pohl. Unter den selteneren Gästen hatten auch Atze Schröder mit Alles Atze (1999–2006) und Hans Werner Olm mit OLM! (2002–2005, samstags) eigene Serien.

## Neuauflage 2022

### Ankündigung
Am 24. Januar 2022 kündigte RTL im Rahmen einer gespielten Pressekonferenz ein Comeback der Show am 3. Februar 2022 an. Die Moderation übernahm Guido Cantz.  Am 26. Januar 2022 wurden Bernd Stelter und Kaya Yanar während der Ausstrahlung von Ich bin ein Star – Holt mich hier raus! als Bestandteil der neuen 7 Köpfe bestätigt. Am 1. Februar wurde der Rest der neuen Stammbesetzung bekannt gegeben.
Man kündigte auch 14 Sendetermine für die erste Staffel an, die bis zum 14. Mai 2022 laufen sollte.

### Ausstrahlung
Die erste Show strahlte RTL an einem Donnerstag als Unterbrechung der Show Ich bin ein Star – Holt mich hier raus! und erreichte 3,21 Millionen Zuschauer. Die nächsten Folgen wurden am späten Samstagabend gezeigt, wobei die Zuschauerzahl stark fiel. Als Konsequenz daraus verlegte man die Show auf den späten Freitagabend, wobei die zwölfte Ausgabe vom 22. April nur noch 740.000 Zuschauer erreichte. Dann stellte man die Sendereihe ein.
Für Guido Cantz war es neben Ich setz auf Dich eine von zwei neuen Shows im Jahr 2022 mit vorzeitigem Ende.

### Stammbesetzung & Running Gags
Guido Cantz (2022)
Am Ende jeder Sendung sagt Cantz: „Und denken Sie daran, ich habe die Woche für Sie im Auge.“
Kaya Yanar (2022)
Torsten Sträter (2022)
Sträter sagt während der Sendung regelmäßig: „Falls Sie gerade erst eingeschaltet haben ...“
Mirja Boes (2022)
Chris Tall (2022)
Bernd Stelter (2022)

### Wechselnde Gäste
Der siebte Platz und eventuell freie Plätze verhinderter Stammgäste wurden mit ständig wechselnden Gästen besetzt.
Die Gäste sind u. a.: Larissa Rieß, Katjana Gerz, Tahnee, Maxi Gstettenbauer, Mario Barth, Bülent Ceylan, Johann König, Paul Panzer, Michael Mittermeier, Kalle Pohl, Martin Klempnow, Ingmar Stadelmann, Tobias Mann, Rüdiger Hoffmann, Ilka Bessin, Florian Schroeder, Sandra Sprünken, Özcan Cosar, Simon Stäblein und Ingo Appelt.
In der siebten Ausgabe war Jochen Busse zu Gast

„Ich werde in der Sendung am 19. März als Gast dabei sein ... Auch um zu zeigen, dass mir das Format gefällt und dass Guido Cantz der richtige Mann ist“